# Hemelinger Straße
Die Hemelinger Straße ist eine zentrale Erschließungsstraße in Bremen, Stadtteil Östliche Vorstadt, Ortsteile Peterswerder und Hulsberg. Sie führt diagonal in Südwest-Nordost-Richtung von der Straße Auf dem Peterswerder und der Hamburger Straße bis zur Straße Am Schwarzen Meer bzw. Verdener Straße.
Die Querstraßen und die Anschlussstraßen wurden benannt u. a. als Auf dem Peterswerder nach einer Flur mit Wiesen, Hamburger Straße, Brommy-Platz nach Admiral Karl Rudolf Brommy (1804–1860), Hildesheimer Straße nach der Stadt, Achimer Straße nach der Stadt, Hoyaer Straße nach der Stadt, Arberger Straße nach dem Stadtteil, Am Schwarzen Meer nach einer Flurbezeichnung (Plattdeutsch Swarte Meer), Verdener Straße nach der Stadt, Am Hulsberg nach dem Stadtteil und Friedrich-Karl-Straße 1890 nach dem Generalfeldmarschall Friedrich Karl von Preußen (1828–1885); ansonsten siehe beim Link zu den Straßen.

## Geschichte

### Name
Die Hemelinger Straße wurde benannt nach der früher selbstständigen Gemeinde Hemelingen, in deren Richtung die Straße führt. Hemelingen hatte 1905 7214 Einwohner und gehört seit 1939 zur Stadtgemeinde Bremen.

### Entwicklung
Nach der Errichtung des Krankenhauses St.-Jürgen-Straße bis 1851 entwickelte sich die Östliche Vorstadt in Richtung Osten. Die Aufhebung der Torsperre zur Bremer Altstadt und die rechtliche Gleichstellung der Vorstädter mit den Stadtbürgern in der Mitte des 19. Jahrhunderts machten den Umzug in die Vorstädte attraktiver. Aber erst 1951 wurde aus Teilen der Östlichen Vorstadt – aus dem Steintor, dem Fesenfeld, dem Peterswerder und dem Hulsberg – der neue Stadtteil Östliche Vorstadt gebildet. Um 1870 bis 1880 wurden die Querstraßen der Hamburger Straße angelegt und die vorhandene diagonale Wegeverbindung der Hemelinger Straße ausgebaut. 1909 entstand die Volksschule; auf Wunsch der Anwohner wurde 1988/89 daraus die Gesamtschule Mitte.

### Verkehr
1879 wurde eine Pferdebahnlinie von Hastedt nach Walle eröffnet und um 1900 elektrifiziert. 1908 erfolgte die Einführung von Liniennummern 2 und 3, die bis heute erhalten blieben.
Die Straßenbahn Bremen tangiert südlich die Straße mit der Linie 3 (Gröpelingen – Weserwehr) und nördlich mit der Linie 2 (Gröpelingen – Sebaldsbrück) und 10 (Gröpelingen – Hauptbahnhof – Sebaldsbrück)

## Gebäude und Anlagen
Die Straße hat überwiegend eine dreigeschossige Bebauung.
Erwähnenswerte Gebäude und Anlagen
- Hamburger Str. Nr. 44 Ecke Hemelinger Straße: 3-gesch. Wohn- und Geschäftshaus von um 1900 mit einem Giebelrisalit Erker an der Ecke.
- Brommy-Platz mit Spielplatz
- Nr. 3: 3-gesch. Wohnhaus von um 1900 mit Satteldach
- Nr. 7: 3-gesch. Wohn- und Geschäftshaus von um 1900  mit der Kneipe Brommy
- Nr. 9: 3-gesch. Wohnhaus von um 1900 mit Giebelrisalit
- Nr. 11: 2- bis 3-gesch. Gebäudeanlage als ein Standort der Gesamtschule Bremen-Mitte (GSM) von 1988/89 als Oberschule der Sekundarstufe I mit zwei Hauptgebäuden von um 1909 nach Plänen von Hugo Weber und der Hochbauinspektion Bremen als Volksschule[1] bzw. nach 1970; die gesamte Schule hat an zwei Standorten rund 700 Schüler.
- Arberger Straße Nr. 8 Ecke Hemelinger Straße : 3- und 4-gesch. Wohnhaus in U-Form von 2013 für Wohnen mit Service nach Plänen von Hilmes und Lamprecht, Bremen für die Zentrale für Private Fürsorge - Ambulante Pflege - Häuslicher Pflegedienst[2]
- Nr. 17: 1-gesch. Halle der Tischtennis-Abteilung von Werder Bremen; die 1. Herrenmannschaft spielt seit 2007 in der Tischtennis-Bundesliga
- Nr. 60 bis 70: Sechs 2-gesch. Wohnhäuser von um 1910